# Modibo Diakité
Modibo Diakité (ur. 2 marca 1987 w Bourg-la-Reine) – francuski piłkarz malijskiego pochodzenia występujący na pozycji obrońcy.

## Kariera klubowa
Modibo Diakité urodził się we Francji, jednak piłkarską karierę rozpoczynał we włoskiej Pescarze. Zadebiutował 13 maja 2006 w przegranym 0:3 meczu drugiej ligi z Catanią. Był to jedyny występ piłkarza w sezonie 2005/2006, który Pescara zakończyła na 11. pozycji w tabeli Serie B.
W letnim okienku transferowym Diakité za 300 tysięcy euro został sprzedany do S.S. Lazio. W nowym klubie pełnił rolę rezerwowego i szansę debiutu w Serie A otrzymał dopiero pod koniec ligowych rozgrywek. 1 kwietnia 2007 trener Delio Rossi wprowadził go na boisko w doliczonym czasie gry spotkania przeciwko Udinese Calcio, które Lazio wygrało ostatecznie 4:2. W sezonie 2006/2007 Diakité wystąpił jeszcze w pojedynkach z Fiorentiną (0:1) i Sieną (1:2), w których rozegrał pełne 90 minut. W sezonie 2007/2008 francuski obrońca zanotował tylko jeden występ w Serie A w spotkaniu pierwszej kolejki z Torino FC (2:2).
25 listopada 2008 Francuz przedłużył swój kontrakt z Lazio do 2013. W sezonie 2008/2009 wystąpił w 9 meczach Serie A, wszystkich w wyjściowym składzie. W podstawowej jedenastce częściej grali pozostali środkowi obrońcy – David Rozehnal, Sebastiano Siviglia i Emílson Sánchez Cribari. 14 grudnia Diakité strzelił jedną z bramek w zremisowanym 3:3 pojedynku przeciwko Udinese Calcio. Sezon 2008/2009 Lazio zakończyło na 10. lokacie w Serie A. Wywalczyło jednak Puchar Włoch, dzięki czemu uzyskało awans do rozgrywek Ligi Europy, a także zdobyło Superpuchar Włoch.